# Argumentum a contrario
Argumentum a contrario vrsta je dokaza. Suprotna je analogiji. Ovaj je dokaz građen iz suprotnih pretpostavki. Označuje svaki prijedlog za kojeg se tvrdi da je točan jer nije dokazano da je netočan u određenom slučaju. Čest je u pravnom sustavu kad se rješava probleme koje ne pokriva postojeći sustav zakona. Ova se vrsta dokaza može u nekim slučajima smatrati logičkom pogreškom, ali po definiciji ipak ne spada u njih.